# Cytrus (zespół muzyczny)
Cytrus – polski zespół muzyczny grający muzykę z pogranicza hard rocka, rocka progresywnego, jazzu i bluesa (styl muzyczny formacji był czasem nazywany heavy-jazz-rockiem). Powstał w Trójmieście i działał w latach 1979–1985.

## Historia
Cytrus składał się z uznanych muzyków o ustalonej wysokiej renomie, zaś jego menedżerem był Marcin Jacobson, dzięki któremu zespół od początku swojej działalności dokonywał regularnych nagrań w Polskim Radiu Gdańsk. Z sukcesami koncertował na największych krajowych festiwalach muzycznych: I Festiwal Muzyki Młodej Generacji w Jarocinie, Pop Session w Sopocie, Rockowisko w Łodzi, Kart Rock w Jeleniej Górze. Utwory grupy pojawiły się na listach przebojów: Bonzo był przez dwa tygodnie na 1. miejscu na liście Programu I P. R., zaś Kurza twarz przez kilka tygodni gościła na TOP 20 Listy Przebojów Trójki. Mimo radiowej, telewizyjnej, a przede wszystkim koncertowej popularności, wciąż brakowało nagrań płytowych, co powodował niedowład ówczesnej fonografii. W przededniu rejestracji albumu dla Polskich Nagrań formację opuścił perkusista Zbigniew Kraszewski a zaraz po nim basista Waldemar Kobielak, co było przyczyną załamania się kariery Cytrusa. Częste zmiany personalne w zespole, zmuszały muzyków do ograniczenia działalności koncertowej, choć nadal regularnie rejestrował swoje utwory w Polskim Radiu. W połowie 1985 roku w wywiadzie dla Wieczoru Wybrzeża, Marian Narkowicz i Andrzej Kaźmierczak mówili o planach nagrania płyty w studiu Polskich Nagrań oraz wymienili kilka tytułów nagrań, które miały się znaleźć na płycie – a były to: Baśń o księżycowej karecie, Dziewczyna z kosmosu, Aleja gwiazd, Złoto i Cytrusland. Nieco później zespół wystąpił na festiwalu w Jarocinie, po czym zaprzestał dalszej działalności.
Po rozpadzie Cytrusa, Kazimierz Barlasz, Marian Narkowicz, Andrzej Kazmierczak i Leszek Ligęza założyli w 1986 heavy rockową grupę Korba.
Po 20 latach, w 2006 roku wytwórnia Metal Mind Productions wydała pierwszą płytę: Kurza twarz, a rok później następną: Tęsknica. Obydwie zawierają nagrania zarówno wokalne jak i instrumentalne z lat 1980–1985 – bez zachowanej chronologii. Dopiero wydane nakładem Gad Records płyty Trzecia łza od słońca (2018) i Raj utracony (2020) prezentują te utwory, podzielone na część instrumentalną i wokalno-instrumentalną.

## Muzycy
Źródło:.
- Kazimierz Barlasz – śpiew
- Józef Masiak – śpiew
- Andrzej Kaźmierczak – gitara
- Marian Narkowicz – skrzypce, flet, piano, gitara
- Waldemar Kobielak – gitara basowa
- Zbigniew Gura (Maroszczyk) – gitara basowa
- Andrzej Kalski – perkusja
- Zbigniew Kraszewski – perkusja
- Leszek Ligęza – perkusja

## Dyskografia
Źródło:.
- Kurza twarz (2006, CD)
- Tęsknica (2007, CD)
- Trzecia łza od słońca (2018, CD)[3]
- Raj utracony (2020, CD)[4]
- Bonzo. Live 1980–85 (2022, CD)[6]